# Università di Denver

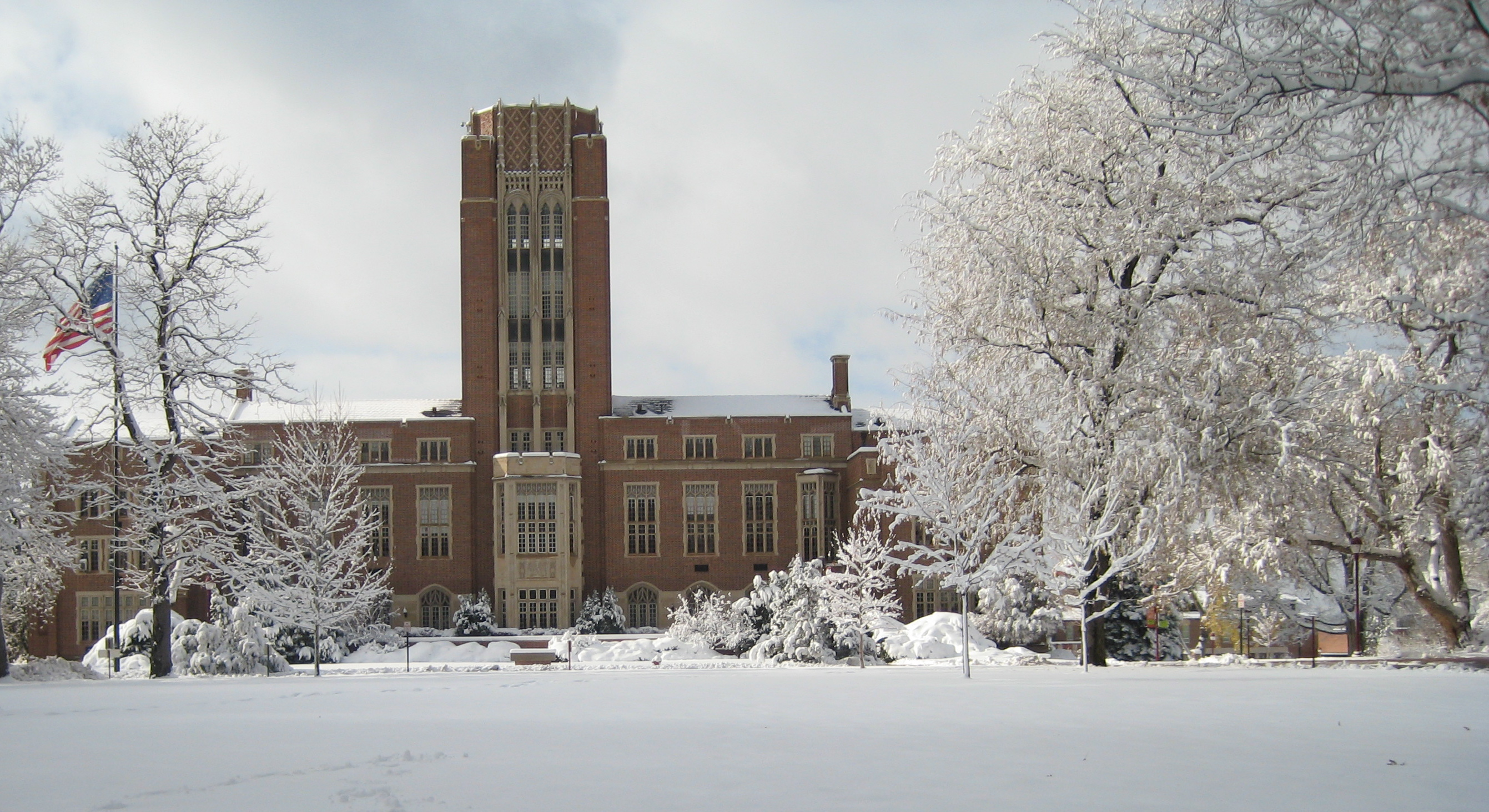
Mary Reed Hall innevata nel 2010.

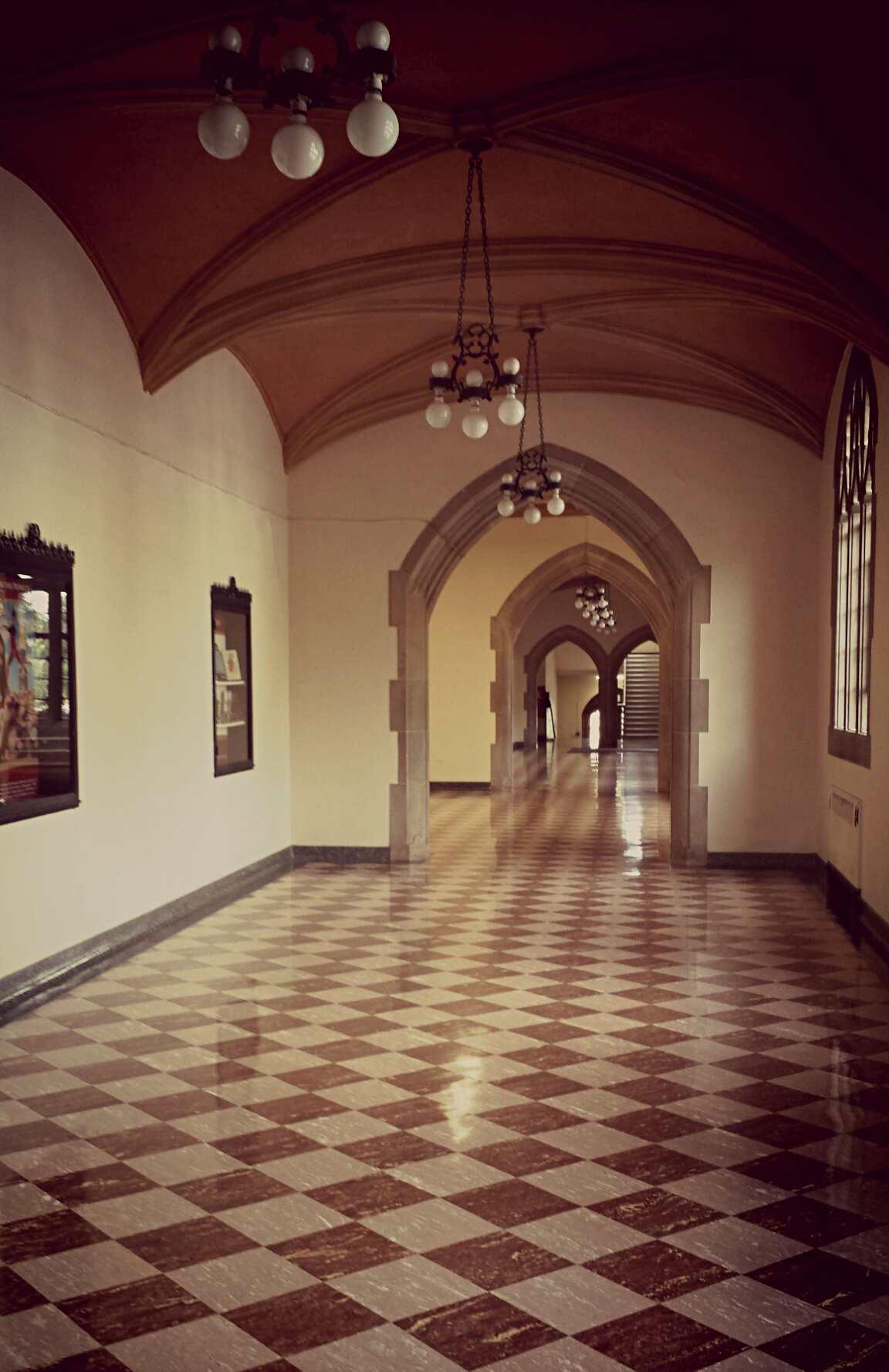
Sala interna dell'edificio di Mary Reed Hall.

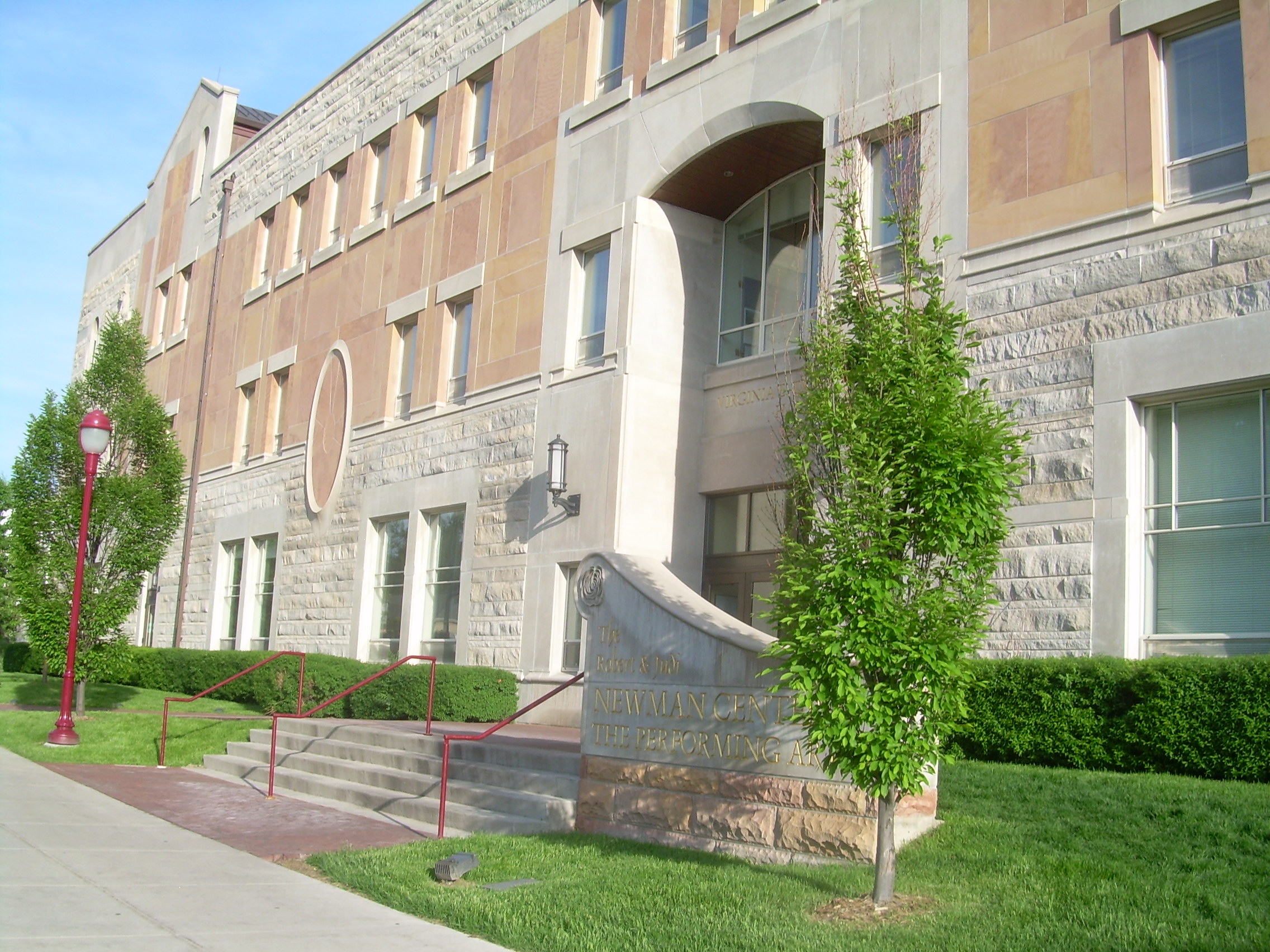
Il Newman Center for Performing Arts dell'Università di Denver.

L'Università di Denver (DU) (in inglese: University of Denver) è un'università statunitense situata a Denver, la capitale dello stato del Colorado.

## Storia
Fondata nel 1864 dall'ex governatore territoriale John Evans come Colorado Seminary, l'Università di Denver è la più antica università privata nella regione delle Montagne Rocciose. Ospita circa 11.100 studenti. Uno dei suoi professori più famosi era Josef Korbel, padre di Madeleine Albright, ex segretario di Stato degli Stati Uniti. Insegnava politica internazionale e aveva Condoleezza Rice (che divenne anche segretario di stato) come studente.

## Laureati famosi

### Politica e militari
- Condoleezza Rice (* 1954) – segretario di Stato degli Stati Uniti
- Jim Nicholson (* 1938) – segretario degli Affari dei veterani degli Stati Uniti
- Generale George William Casey Jr. (* 1948) – comandante delle Forze di coalizione durante la guerra in Iraq e le sue conseguenze
- Peter Domenici – senatore degli Stati Uniti (R-NM)
- Byron Dorgan (* 1942) – senatore degli Stati Uniti (D-ND)
- Mike Enzi (* 1944) – senatore degli Stati Uniti (R-WY)
- Gale Norton (* 1954) – segretario della Sicurezza Interna degli Stati Uniti
- Paul Laxalt (1922–2018) – senatore degli Stati Uniti e governatore del Nevada
- Mohammed Dschawad Sarif (* 1960) – ambasciatore dell'Iran presso l'ONU
- Ibrahim A. Assaf – ministro delle finanze dell'Arabia Saudita
- Maasuma Al-Mubarak – primo membro del governo femminile in Kuwait
- Mary Cheney (* 1969) –  autrice e figlia del vicepresidente degli Stati Uniti Dick Cheney

### Economia
- Bradbury Anderson – CEO, Best Buy, Inc.
- Peter Coors – CEO, Coors Brewing Company
- Floyd Little (* 1942) – calciatore e uomo d'affari (Ford)
- Ahmad ibn Sa'id Al Maktum (* 1958) – presidente di Emirates Airlines e presidente dell'Autorità di aviazione di Dubai
- Peter Morton – fondatore della catena Hard Rock Café
- Andrew C. Taylor – presidente del consiglio di Enterprise Rent-A-Car

### Letteratura
- John Edward Williams (1922–1964) – studioso, letterario, scrittore

### Musica
- Isaac Slade (* 1981) – fondatore, cantante e pianista di The Fray

### Sport
- Joe Willis (* 1988) – calciatore